# L'Asie
Pour les articles homonymes, voir Asie (homonymie).
L'Asie est un tableau réalisé par le peintre français Henri Matisse en 1946. Cette peinture à l'huile sur toile est une allégorie représentant l'Asie sous les traits d'une femme devant un fond rouge. Elle fait partie de la collection et est exposé au musée d'Art Kimbell de Fort Worth au Texas.